# (34379) 2000 RU55
2000 RU55 (asteroide 34379) é um asteroide da cintura principal. Possui uma excentricidade de 0.13387630 e uma inclinação de 8.38479º.
Este asteroide foi descoberto no dia 5 de setembro de 2000 por LINEAR em Socorro.